# Flawiwirusy
Flawiwirusy (Flaviviridae) – rodzina wirusów RNA przenoszona głównie przez stawonogi. Nazwa rodziny wywodzi się od wirusa żółtej gorączki. Flavus oznacza żółty po łacinie, a nazwa żółta gorączka została wybrana ze względu na skłonność do wywoływania żółtaczki u chorych. W rodzinie znanych jest ponad 100 gatunków, podzielonych na cztery rodzaje.

## Systematyka
- rodzaj flawiwirus (np. wirus żółtej gorączki (gatunek typowy), wirus Zachodniego Nilu)
- rodzaj hepaciwirus (np. wirus zapalenia wątroby typu C (gatunek typowy), wirus GB-B)
- rodzaj pegiwirus (np. wirus GB-A, wirus GB-C, wirus GB-D)
- rodzaj pestiwirus (np. wirus biegunki wirusowej bydła (gatunek typowy))